# برونو رومو
برونو رومو (بالإسبانية: Bruno Romo)‏ (20 مايو 1989 بسانتياغو في تشيلي - ) هو لاعب كرة قدم تشيلي في مركز الدفاع. شارك مع منتخب تشيلي تحت 20 سنة لكرة القدم ومنتخب تشيلي لكرة القدم. أما مع النوادي، فقد لعب مع سانتياغو واندررز وكولو-كولو ونادي بالستينو وDeportes Copiapó ‏ وColo-Colo B ‏ ورينجرز دي تالكا.

## وصلات خارجية
- برونو رومو على موقع قاعدة بيانات كرة القدم.إي يو (الإنجليزية)
- برونو رومو على موقع Soccerway.com (الإنجليزية)
- برونو رومو على موقع AS.com (الإسبانية)